# Пандури
Пандурите първоначално са охранители и коняри на унгарските магнати , а от XVIII век и преди началото на XIX век в Свещената Римска империя и Руската империя - граничари. Поместната селска милиция в Османската империя също е била наричана пандури, т.е. пазачи. 
През XIX век пандурските сили се обособяват в такива с полицейски задачи в определени области, а след това и в цялата страна, в резултат от което се оформят в съвременна жандармерия.
По време на наполеоновите войни на остров Корфу се сформира военно подраздерение станало известно като албанските пандури.
Легендарният Ильо войвода е бил пандурин на Рилския манастир, а Коста Пекянец - на Дечанския манастир.